# مايك وونغ
مايك وونغ (بالإنجليزية: Mike Wong)‏ هو لاعب هوكي الجليد أمريكي، ولد في 14 يناير 1955.

## وصلات خارجية
- مايك وونغ على موقع دوري الهوكي الوطني (الإنجليزية)
- مايك وونغ على موقع قاعة مشاهير الهوكي (لاعب أن.إتش.أل) (الإنجليزية)
- مايك وونغ على موقع EliteProspects.com (الإنجليزية)
- مايك وونغ على موقع HockeyDB.com (الإنجليزية)
- مايك وونغ على موقع Hockey-Reference.com (الإنجليزية)